# نادي نوفارا
نادي نوفارا (بالإيطالية: Novara Calcio)‏، نادي كرة قدم إيطالي يقع في مدينة نوفارا في إيطاليا، تأسس عام 1908 من قبل طلاب مدينة نوفارا. ويلعب حاليا في الدوري الإيطالي الدرجة الثالثة.

## التاريخ
في ديسمبر 1908، أٝنشئت جمعية الطلاب لكرة القدم في نوفارا من قبل ثمانية طلاب من ثانوية كارلو ألبيرتو، تتراوح أعمارهم بين 15 و16 عامًا، من بينهم جياني كانيستريني وبييرو زوريني. وقد قامت هذه الجمعية بتكوين فريق يجمع أفضل اللاعبين في المدينة، والذين كانوا يلعبون بفرق صغيرة وهيئات طلابية أخرى. ليشكلوا فريق نافارا كالتشيو، وظهروا لأول مرة في الدوري الإيطالي في 3 نوفمبر 1912. وقد تم لعب المباراة الأولى ضد نادي تورينو لكرة القدم، والذي فاز بنتيجة 2-1.
في السنوات ما بين الحرب العالمية الأولى والحرب العالمية الثانية، اندمج نادي نوفارا مع نادي برو فيرتشيلي ونادي ألساندريا ونادي كاسالي لصنع ما يسمى بـ (بيدومنت الرباعي). وقد كانت أعلى نتيجة حققها نادي نوفارا في عام 1952 عندما احتل المركز الثامن في دوري الدرجة الأولى الإيطالي. وخلال هذه السنوات التي قضاها النادي في الدرجة الأولى، كان سيلفيو بيولا أبرز لاعب في النادي، فقد ساهمت أهدافه العديدة مساهمة كبيرة في بقاء نادي نوفارا لأطول مدة في الدوري الٳيطالي. وبعد وفاته في عام 1996، تم تسمية الملعب الذي يلعب فيه النادي على باسمه.
في موسم 2010، عاد النادي إلى الدوري الإيطالي الدرجة الثانية بعد 33 عامًا. وفي 12 يونيو 2011، ضمنت نوفارا صعودها إلى دوري الدرجة الأولى الإيطالي بعد غياب 55 عامًا عن الدوري بقيادة المدرب اتيليو تيسير، بفوزه على نادي بادوفا في المباراة النهائية. وفي 20 سبتمبر 2011، كانت أول مباراة للنادي على أرضه في الدوري الإيطالي لمدة 55 عامًا، سجلت فيها نوفارا فوزًا تاريخيًا بنتيجة 3-1 على نادي إنتر ميلان أبطال العالم. ومع ذالك عاد النادي ٳلى الدرجة الثانية في نفس الموسم، ويمارس حاليا في الدوري الإيطالي الدرجة الثالثة منذ موسم 2019-2018.

## الألقاب
- الدوري الإيطالي الدرجة الثانية
  - اللقب: 1926–27 ، 1937–38
- الدوري الإيطالي الدرجة الثالثة
  - اللقب: 2010 ، 2015
- كأس إيطاليا:
  - الوصيف: 1938-39 [9]